# تیپتونویل (تنسی)
تیپتونویل(به انگلیسی: Tiptonville) شهری در ایالت تنسی کشور ایالات متحده آمریکا است که جمعیت آن در سرشماری سال ۲۰۱۰ میلادی، ۴٬۴۶۴ نفر بوده‌است.